# Cò thìa hồng
Cò thìa hồng (danh pháp hai phần: Platalea ajaja) là một loài chim trong họ Cò quăm. Nó là một loài sinh sản định cư ở Nam Mỹ chủ yếu là phía đông của dãy Andes, và ở các vùng ven biển của vùng biển Caribbea, Trung Mỹ, Mexico, và Vùng Vịnh của Hoa Kỳ.
Cò thìa hồng dài 71–86 cm (28–34 in), sải cánh dài 120–133 cm (47–52 in) và cân nặng 1,2–1,8 kg (2,6–4,0 lb). Con trưởng thành có đầu màu hơi xanh lá cây vào thời kỳ sinh sản

## Hình ảnh

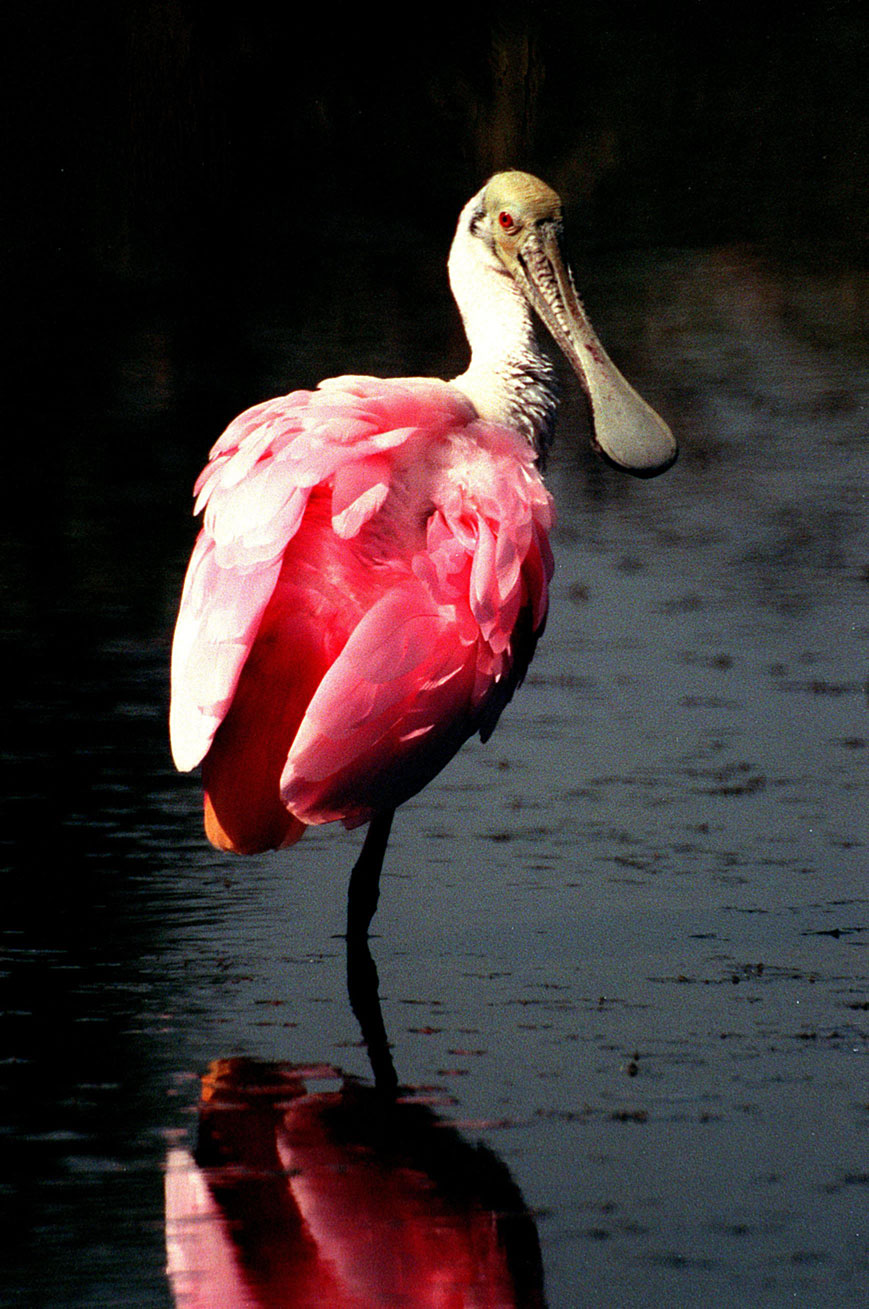
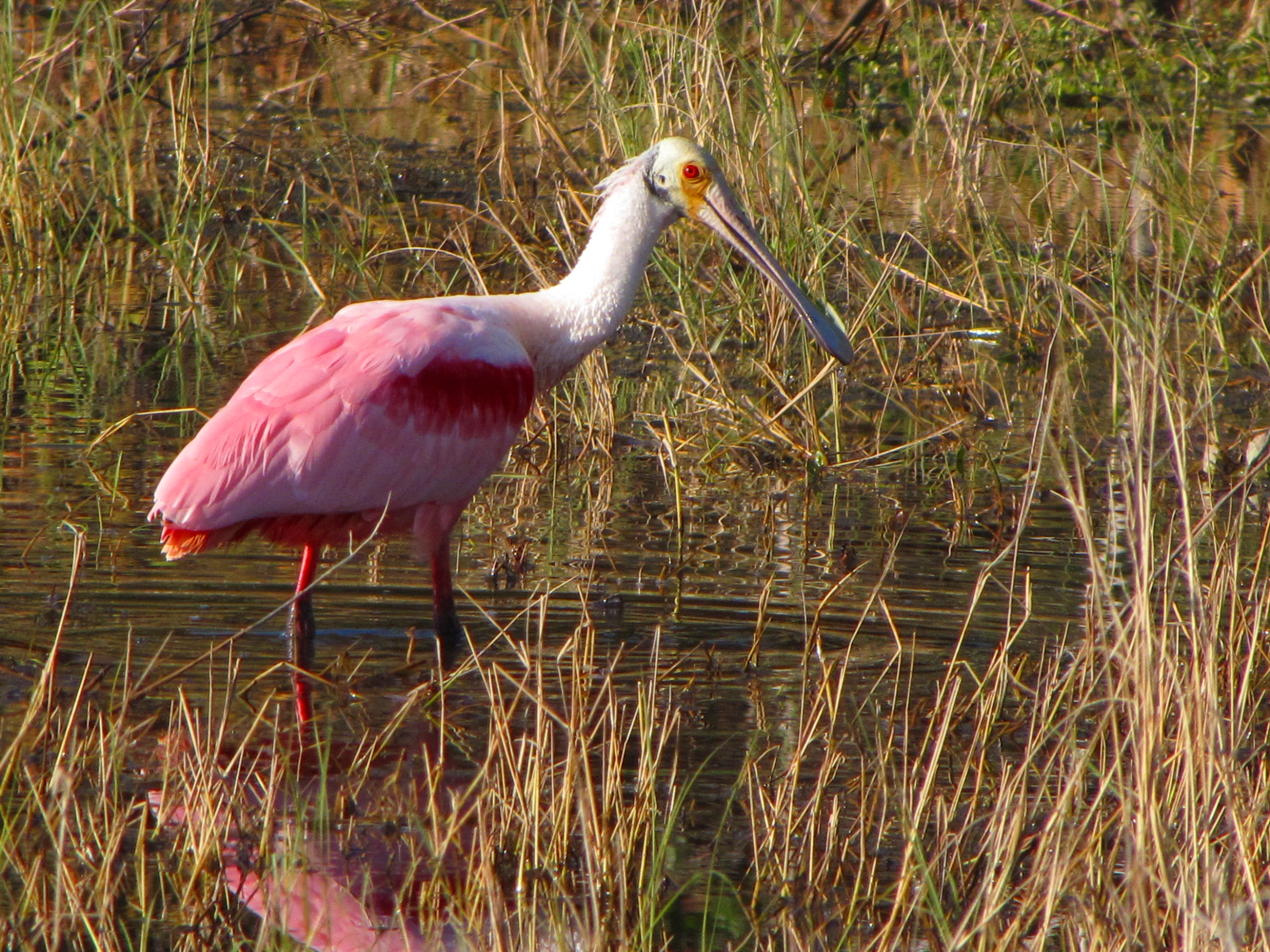
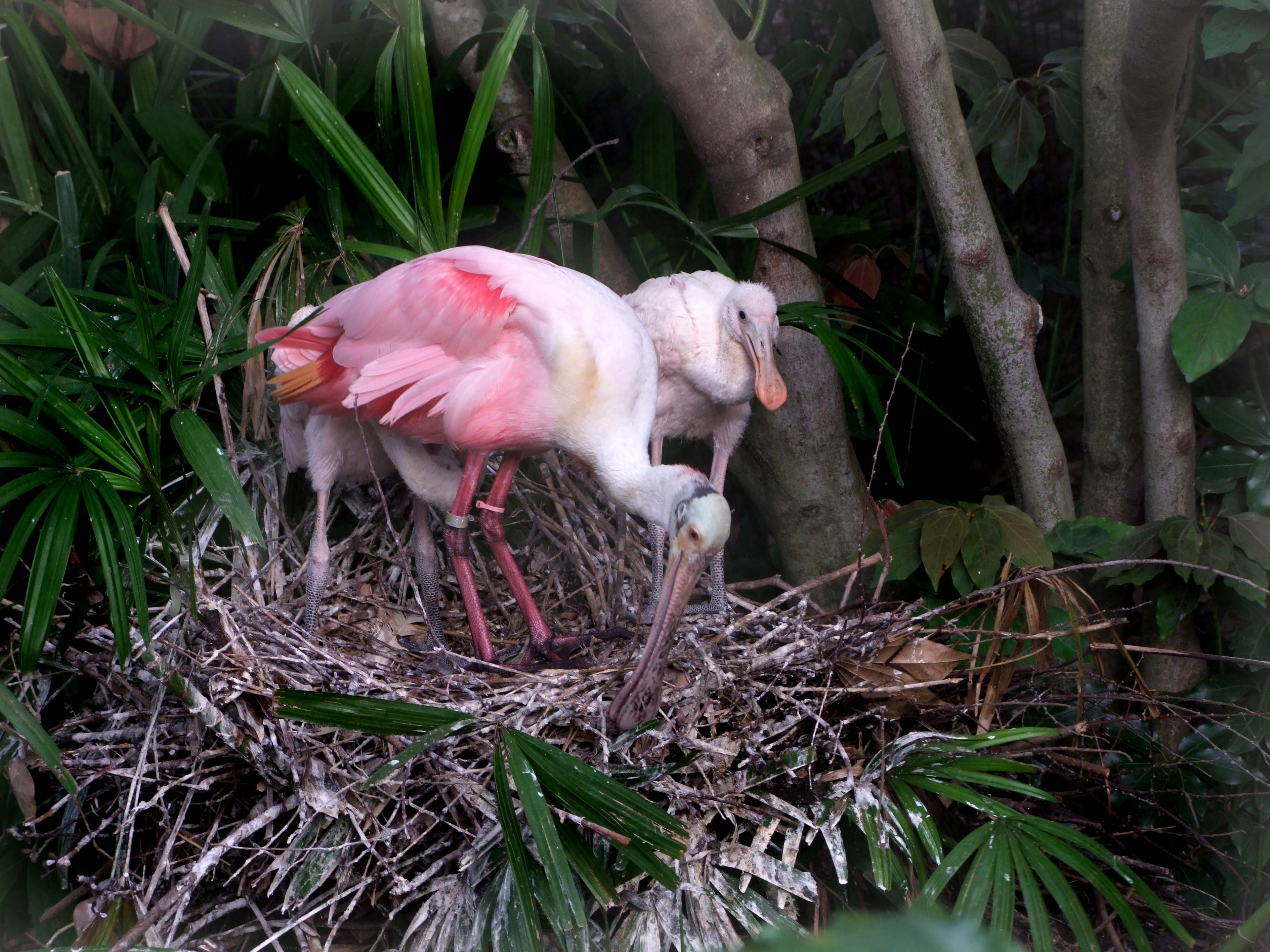
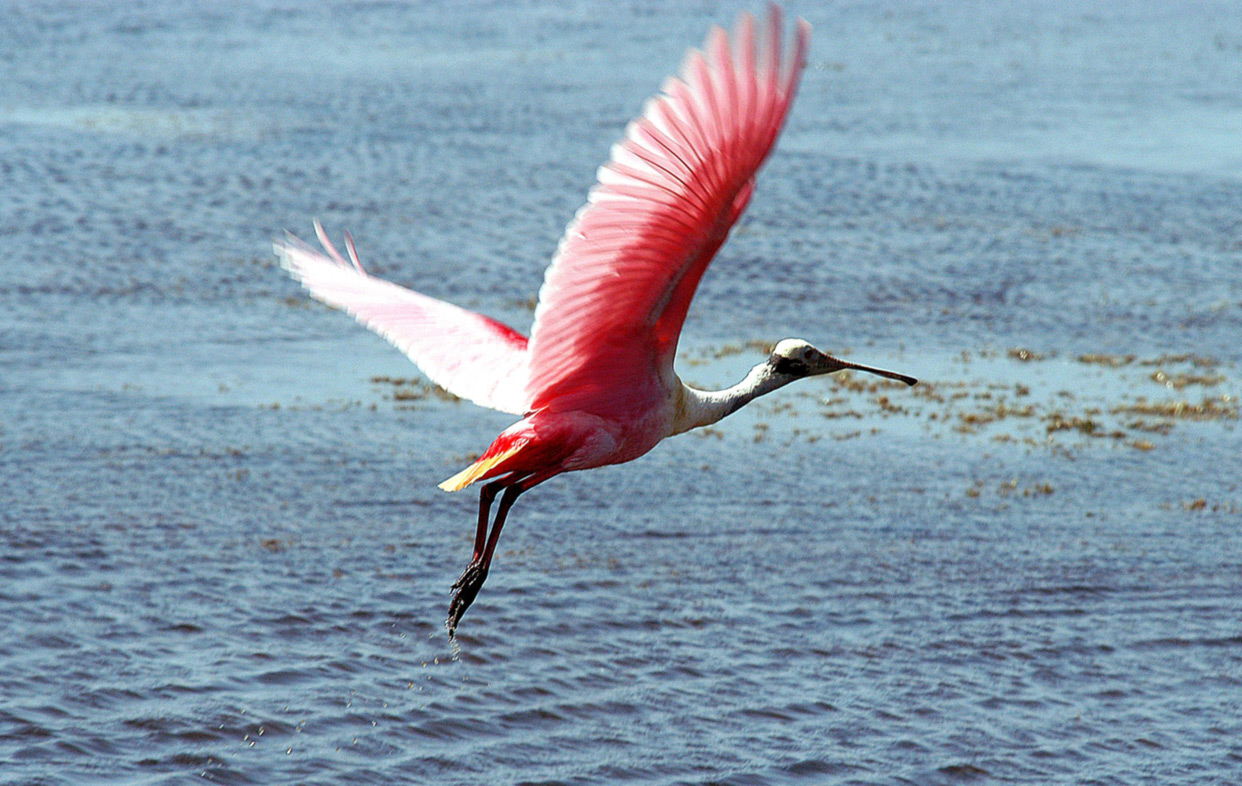
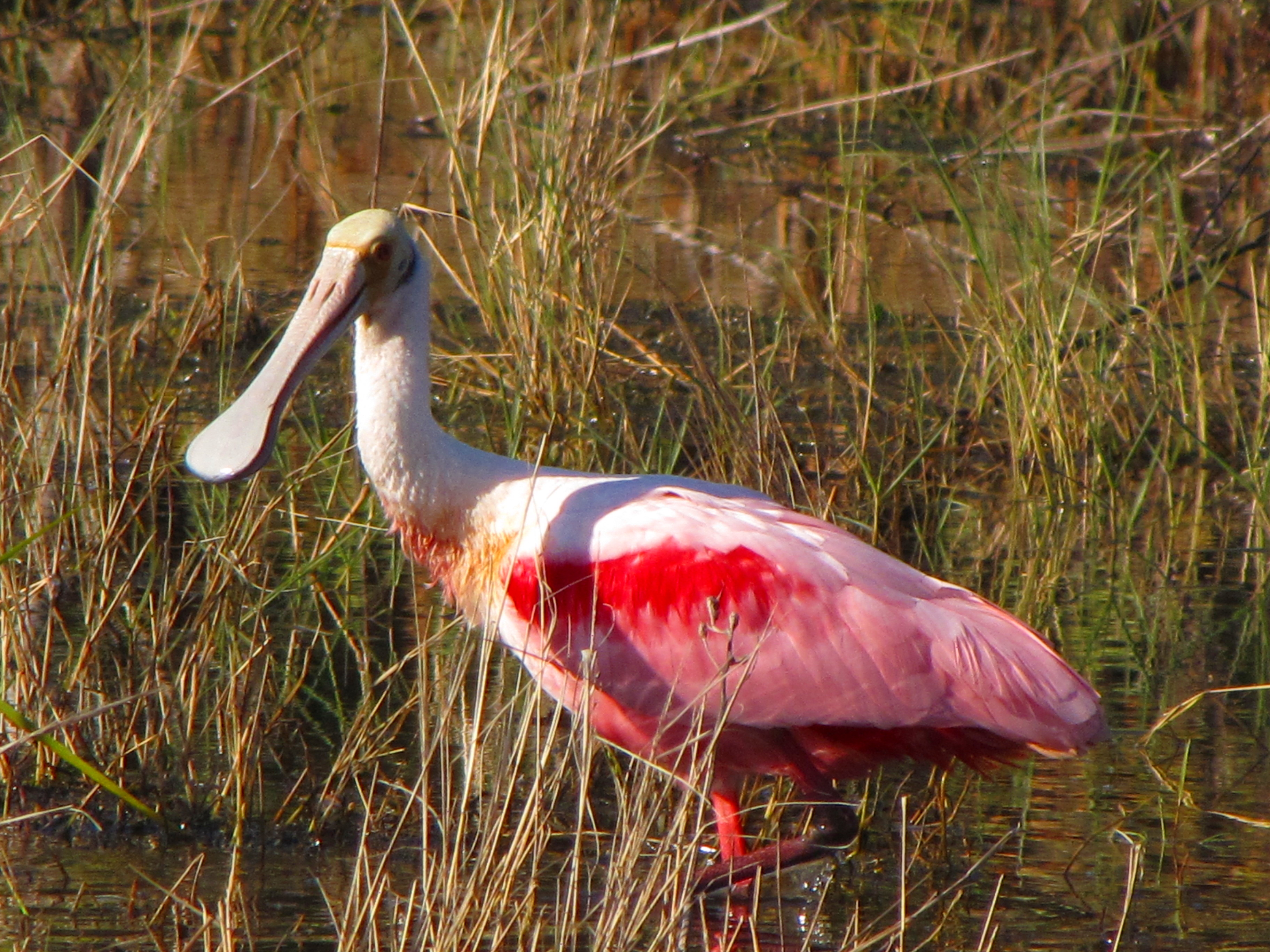
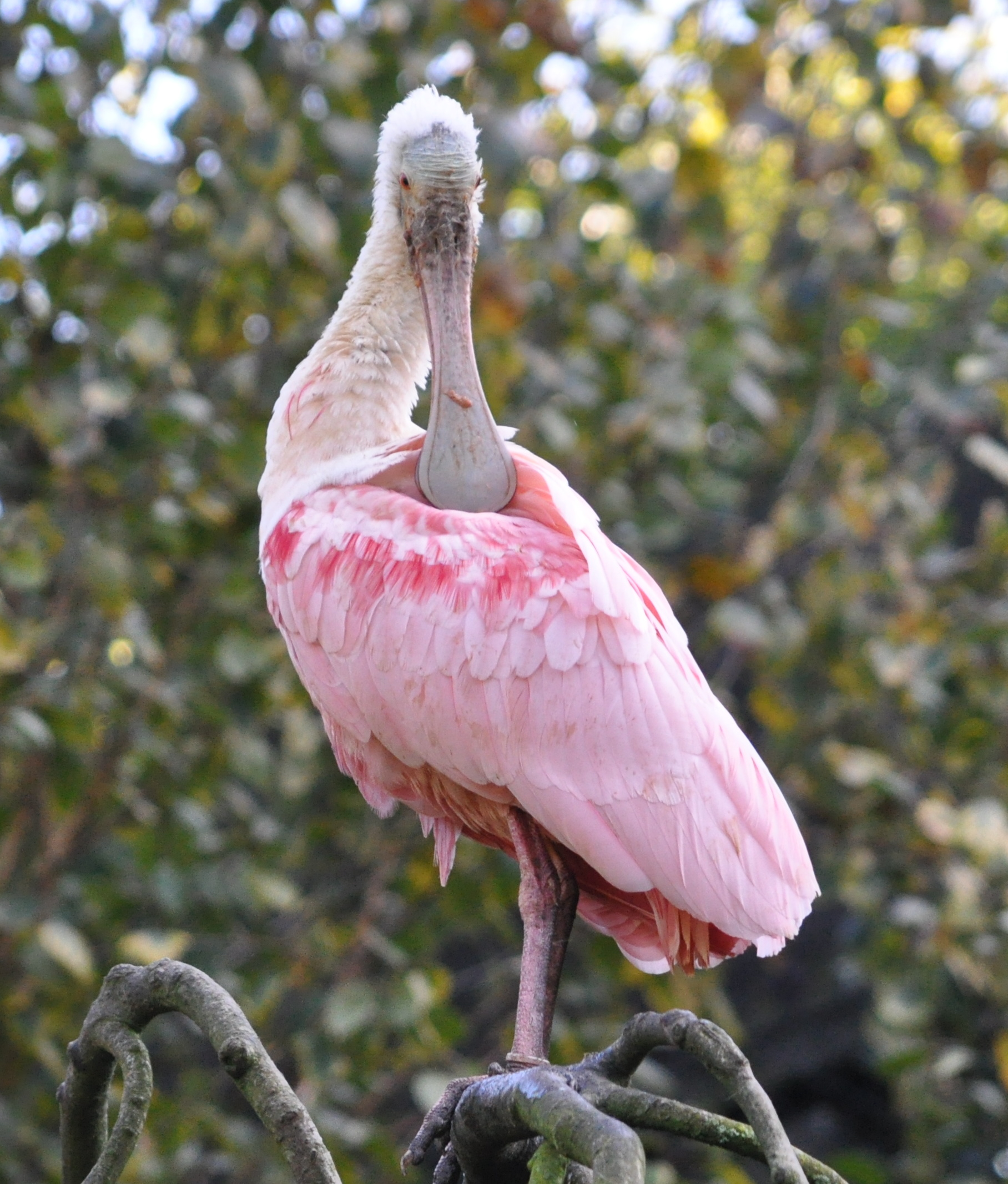